# Świątynia Independence
Świątynia Independence – jedna ze świątyń należących do Społeczności Chrystusa. Służy jako dom modlitwy i ośrodek edukacyjny „poświęcony sprawie pokoju” (NiP. 156:5). Świątynia góruje nad horyzontem miasta Independence, w stanie Missouri (Stany Zjednoczone) i wchodzi w skład kompleksu światowych władz Kościoła (razem z Audytorium). Świątynia została wzniesiona przez Społeczność Chrystusa w odpowiedzi na objawienie przedstawione delegatom Światowej Konferencji w 1984 r. przez Prezydenta-Proroka Kościoła Wallace B. Smitha. Objawienie to stanowiło wypełnienie proroctw poprzednich Prezydentów Kościoła, w tym samego założyciela Ruchu Świętych w Dniach Ostatnich, Josepha Smitha, Jr. głoszących, że świątynia Syjonu zostanie zbudowana w mieście Independence. Ceremonia dedykacyjna odbyła się 17 kwietnia 1994 r.

## Charakterystyka
Świątynia została zaprojektowana przez amerykańskiego architekta – Gyo Obatę. Cechą charakterystyczną jest wysoka iglica ze stali nierdzewnej przypominająca spiralny szkielet łodzika. Projekt Świątyni oparty został na własnościach zarówno współczesnej, jak i tradycyjnej architektury religijnej i łączy osiągnięcia różnych kultur i tradycji świata. Wejście do Świątyni wiedzie przez specjalną bramę ze szkła wypełnionego witrażem, który upamiętnia pierwszą wizję założyciela Kościoła – Józefa Smitha, Jr. w Świętym Lesie. W następnej fazie wkracza się na spiralną Drogę Wiernych wykonaną z fakturowanego kamienia, która obwodzi Świątynię, łagodnie wznosząc się na wyższe jej poziomy. Drogę tę ozdabiają liczne dzieła sztuki oraz fontanna symbolizująca „wodę żywą”, o której nauczał Jezus Chrystus w Ewangelii Jana 4:10, co pomagać ma wiernym w kontemplacji. W głównym sanktuarium świątyni znajduje się 1600 miejsc siedzących oraz organy wyposażone w 102 stopnie i 5685 piszczałek. W korytarzu wyjściowym, u wylotu spirali znajduje się wielka ściana witrażowa przedstawiająca ryż i pszenicę – „niwy białe, gotowe na żniwo” (zob. Ewangelia Jana 4:35). Masywne drzwi wyjściowe wykonane z brązu, ozdabia złota pieczęć Kościoła, przedstawiająca lwa, baranka i dziecko z Księgi Izajasza 11:6 oraz napis „POKÓJ”. Szerokie schody wyjściowe wiodą na Plac Światowy, który pokrywa mapa świata wykonana z inkrustowanej cegły. Przed Świątynią wywieszone są flagi wszystkich państw świata, w których Kościół jest reprezentowany.
Świątynia Independence jest otwarta dla wszystkich ludzi, niezależnie od wyznania, narodowości, płci czy przekonań. Została zaprojektowana w ten sposób, aby łączyć osiągnięcia kultur całego świata i służyć wszystkim ludziom, jako światowe centrum Kościoła. Każdego dnia roku o godzinie trzynastej odbywa się tu codzienna modlitwa o pokój. W Świątyni znajduje się także kaplica kontemplacyjna, zdobiona malunkami Jacka Garniera, które ukazują sposoby, w jaki udziela się osiem sakramentów Kościoła na całym świecie. Projekt kaplicy oparty jest na japońskich ogrodach medytacyjnych i służy potrzebom małych grup odwiedzających. W Świątyni Independence znajdują się także archiwa Kościoła, Szkoła Świątynna, kancelarie i biura światowych władz Społeczności Chrystusa, sale teatralne, gdzie wystawiane są dramaty oparte na Biblii i Księdze Mormona, a także muzeum historii Kościoła oraz sklep. Świątynia Independence stała się popularną atrakcją turystyczną stanu Missouri, z możliwością wynajęcia przewodnika dla zwiedzających. Każdego roku ok. 60 tys. osób odwiedza Świątynię.

## Służba świątynna
Oprócz omówionej wyżej codziennej modlitwy o pokój, Świątynia Independence jest miejscem udzielania sakramentów i obrzędów Ewangelii w obrządku Społeczności Chrystusa. Nie praktykuje się w niej żadnych tajemniczych rytuałów, jak ma to miejsce w świątyniach mormonów, a nabożeństwa są otwarte dla wszystkich. Świątynię uważa się za symbol światowej misji Kościoła i nawiązanie do historii Świętych w Dniach Ostatnich oczekujących nadejścia pokojowego Królestwa Bożego i zbudowania świątyni w mieście Syjon. Świątynia Independence ma być zewnętrznym wyrazem zaangażowania Kościoła na rzecz Jezusa Chrystusa oraz stanowić architektoniczny symbol Społeczności Chrystusa.

## Obszar świątyni
Lokalizacja Świątyni Independence bazuje na objawieniach Prezydentów Kościoła. Założyciel Ruchu Świętych w Dniach Ostatnich, Joseph Smith, Jr. otrzymał w 1831 r. objawienie, że świątynia Pańska i Nowe Jeruzalem (Syjon) zostanie zbudowane w miejscowości Independence. Obszar naznaczony przez proroka pod budowę świątyni, nazwany został „obszarem świątyni” i został wkrótce zakupiony przez Kościół. Członkowie Społeczności Chrystusa wierzą, że Świątynia Independence, jako jedyna zbudowana w obszarze świątyni, jest wypełnieniem tych proroctw.
Na obszarze świątyni znajduje się także Audytorium Społeczności Chrystusa oraz Centrum dla Gości z Kościoła Jezusa Chrystusa Świętych w Dniach Ostatnich. Swoją siedzibę ma tu również niewielka grupa Świętych w Dniach Ostatnich, zwana jako Kościół Chrystusa – Obszar Świątyni, która wzniosła niewielką kaplicę.

### Zdjęcia satelitarne
- WikiMapia
- Google Maps